# Grb Baden-Württemberga
Grb Baden-Württemberga postoji u većem i manjem izdanju. Parlament ove države je 28. travnja 1954.  izglasao zakon u čijem članku 24, stavku 2 stoji:
| „ | § 1. (1) Grb države Baden-Württemberg pokazuje u zlatnom štitu tri crna lava s crvenim jezicima. On se koristi kao veći i manji grb. (2) U većem grbu države, na štitu leži kruna sa značkama povijesnih grbova Badena, Württemberga, Hohenzollern, Falačke, Frankonije i daljnje Austrije. Štit je drži zlatni jelen i zlatni sup, koji su oklopljeni u crveno. (3) Na manjem grbu države, na štitu leži kruna od lišća (narodna kruna). | ” |
| — Vlada države Grb Baden-Württemberg: Dr. Gebhard Müller Fr. Ulrich Simpfendörfer Dr. Frank Leibfried Hohlwegler Fiedler Farny Dichtel Dr. Werber, , | |   |

Grb prikazuje tri crna lava s crvenim jezicima na zlatnoj pozadini. Grb se odnose na grb Švapskog vojvodstva   čija je dinastija Hohenstaufen imao koristila ovaj grb. Štoviše, za novonastalu državu je i predlagano da se zove Švapska, ali to nije bilo usvojeno s obzirom na otpor iz dijelova Badena.

## Veliki grb
Na kruni velikog grba stoji šest manjih grbova koji su:
- Frankonija: za dijelove na sjeveroistoku
- dinastija Hohenzollern: za Pokrajinu Hohenzollern
- grb Badena: za Baden
- grb Württemberga: za Württemberg
- :za izborni palatinat
- Austrija: za daljnju Austrija

| Veliki grb | Mali grb | Zastava | Zastava s velikom grbu  | Zastava s malom grbu |
| Veliki grb | Mali grb | Zastava | Zastava s velikim grbom | Zastava s malim grbu |